# Hyppa contrasta
Hyppa contrasta là một loài bướm đêm trong họ Noctuidae.